# Frédéric II de Hesse-Hombourg
Pour les articles homonymes, voir Frédéric II.
Frédéric II (30 mars 1633, Hombourg – 24 janvier 1708, Hombourg) est landgrave de Hesse-Hombourg de 1680 à sa mort.

## Biographie
Frédéric II est le cinquième fils du landgrave Frédéric Ier de Hesse-Hombourg et de Marguerite-Élisabeth de Leiningen-Westerbourg. Selon le désir de cette dernière, il est élevé avec Georges II de Hesse-Darmstadt à Marbourg.
Le landgrave Frédéric Ier meurt en 1638 et sa femme, la landgravine Marguerite-Elisabeth, exerce la régence pour ses fils jusqu'en 1648, date à laquelle le landgrave Guillaume-Christophe est en âge de tenir les rênes du pouvoir.
N'étant pas l'aîné des fils de Frédéric Ier, le prince Frédéric ne reçoit pas l'éducation d'un futur souverain. Il apprend l'art de la guerre, la danse, l'équitation et se perfectionne en français. À seize ans, il effectue son Grand Tour, visite l'Italie et la France et se fixe à Genève afin de terminer ses études.
Cadet de famille sans héritage, il n'a d'autre solution que de faire carrière dans les armées étrangères. De 1654 à 1661, il est colonel dans l'armée suédoise du roi Charles X Gustave.
En 1659, il est grièvement blessé lors d'un orage qui s'abat sur Copenhague. Il est amputé au-dessus du genou. L'alchimiste de la Cour, Paul Andrich, lui fabrique une prothèse articulée en argent, ce pourquoi il est surnommé « le landgrave à la jambe argentée ».
Après la mort du roi de Suède, il épouse Marguerite Brahe, une dame de compagnie de la reine de Suède, deux fois veuve et de 30 ans son aînée qui s'était promise au landgrave Louis-Henri de Nassau-Dillenburg dont l'âge était plus en rapport avec le sien. Le mariage fait scandale et le couple doit quitter la Suède.
Le prince entre alors au service de l’Électeur Frédéric-Guillaume Ier de Brandebourg (surnommé le Grand Électeur) qui le nomme général de cavalerie.
Veuf en 1669, il se remarie brillamment dès l'année suivante avec la princesse Louise-Elisabeth de Courlande. La princesse est une nièce de l'Électeur et sa sœur a épousé le landgrave de Hesse-Cassel. Pour arriver à ses fins, le prince n'a pas craint d'abjurer le luthéranisme et de se convertir au calvinisme, confession des Hohenzollern. Il est nommé peu après commandant en chef des troupes brandebourgeoises.
En 1672 et 1674, pendant la guerre de Hollande, il fait campagne en Alsace contre le maréchal de Turenne.
En 1674-1675, la Suède, alliée de la France, envahit le Brandebourg. Général de la cavalerie brandebourgeoise, Frédéric participe à la bataille de Fehrbellin contre les troupes suédoises commandées par Waldemar von Wrangel : il fait charger ses troupes en violation des ordres reçus mais la bataille s'achève sur une victoire écrasante des Brandebourgeois, obligeant le roi Charles XI de Suède à évacuer ses conquêtes.
Cet événement historique inspire en 1809 le dramaturge Heinrich von Kleist pour la rédaction de sa pièce Le Prince de Hombourg, dont le héros, le prince Frédéric, n'a qu'une lointaine ressemblance avec le personnage historique.
Après la mort de son frère aîné Guillaume-Christophe, survenue en 1681, Frédéric II hérite du landgraviat de Hesse-Hombourg. Il prend pour devise « Tient en réalité » et comme emblème « l'herbe de lin ».
L'édit de Fontainebleau (1685) interdisant le protestantisme en France, des milliers de protestants français choisissent l'exil. Ils sont favorablement reçus par les princes allemands, notamment en Brandebourg et en Hesse. Le landgrave Frédéric ne fait pas exception. Il accueille sur ses terres de nombreux huguenots français dont les talents favorisent la prospérité du landgraviat.
À la mort du Landgrave Frédéric II, en 1708, son fils aîné, également appelé Frédéric, lui succède.

## Famille
En 1661, Frédéric II épouse Marguerite Brahe (en) (1603-1669), fille du comte Abraham Brahe. Ils n'ont pas d'enfants.
Veuf, Frédéric II se remarie en 1670 avec Louise Élisabeth de Courlande (12 août 1646 – 16 décembre 1690), fille du duc Jacques de Courlande. Ils ont onze enfants :
- Charlotte-Dorothée-Sophie de Hesse-Hombourg (17 juin 1672 – 29 août 1738), épouse en 1644 le duc Jean-Ernest III de Saxe-Weimar ;
- Frédéric III Jacques (19 mai 1673 – 8 juin 1746), landgrave de Hesse-Hombourg ;
- Charles-Christian (1674-1695), tué au siège de Namur ;
- Hedwige-Louise de Hesse-Hombourg (2 mars 1675 – 14 mars 1760), épouse en 1718 le comte Adam-Frédéric de Schlieben ;
- Philippe (1676-1703), tué à la bataille de Spire ;
- Wilhelmine-Marie (1678-1770), épouse en 1711 le comte Antoine II d'Aldenbourg ;
- Éléonore-Marguerite (23 septembre 1679 – 24 septembre 1763), diaconesse à Herford ;
- Élisabeth-Françoise (1681-1707), épouse en 1702 le prince Frédéric-Guillaume Ier de Nassau-Siegen ;
- Jeanne-Ernestine (1682-1698) ;
- Ferdinand (1683-1683) ;
- Charles-Ferdinand (1684-1688) ;
- Casimir-Guillaume de Hesse-Hombourg (1690-1726).

À nouveau veuf, Frédéric II épouse en troisièmes noces Sophie-Sibylle de Leiningen-Westerbourg (1656-1724). Ils ont trois enfants :
- Louis-Georges (1693-1728) ;
- Frédérique-Sophie (1694-1694) ;
- Léopold (1695-1695).